# Kolonia Boniewska
Kolonia Boniewska – część wsi Boniewo (do 31 grudnia 2002 wieś) w Polsce, położona w województwie kujawsko-pomorskim, w powiecie włocławskim, w gminie Boniewo.